# Église de la Dormition-de-la-Vierge-Marie de Komotiní
L'église de la Dormition-de-la-Vierge-Marie (en grec moderne : ναός Κοιμήσεως της Παναγίας) est une église orthodoxe située dans les ruines de la forteresse de Komotiní (el), dans la ville grecque homonyme, dont la construction remonte au début du XIXe siècle. Il est suggéré que l'église actuelle est construite sur l'emplacement d'une ancienne église post-byzantine datant de 1548. C'est la cathédrale de la métropole de Maronia et Komotiní. L'édifice se situe à proximité de l'ancienne synagogue de la ville, détruite en 1994.